# Ethan Robson
Ethan Robson (* 25. Oktober 1996 in Houghton-le-Spring) ist ein englischer Fußballspieler, der seit 2022 beim Drittligisten Milton Keynes Dons unter Vertrag steht.

## Karriere
Ethan Robson begann seine Karriere als Achtjähriger beim AFC Sunderland. Bis zum Jahr 2017 spielte er für die verschiedenen Jugendmannschaften des Vereins, zuletzt in der U-23. Mit dieser nahm er unter anderem an der EFL Trophy 2016/17 teil. Sein Profidebüt in der ersten Mannschaft gab er im September 2017 im englischen Ligapokal gegen den FC Everton das mit 0:3 verloren wurde. Robson wurde dabei für James Vaughan in der 86. Minute eingewechselt. Drei Tage später, gab er für den Zweitligisten sein Debüt in der Liga gegen Cardiff City. In der Saison 2017/18 absolvierte er insgesamt neun Ligaspiele. Sunderland stieg als Tabellenletzter in die dritte Liga ab. Nachdem er in der ersten Saisonhälfte der folgenden Spielzeit nicht zum Einsatz gekommen war, wurde er im Januar 2019 an den schottischen Erstligisten FC Dundee verliehen.
Im August 2020 schloss er sich dem FC Blackpool an. Dort half er mit, dass die Mannschaft in der Saison 2020/21 in die zweite Liga aufstieg. Kurz darauf wechselte er auf Leihbasis zurück in die Drittklassigkeit zu den Milton Keynes Dons. Für seine neue Mannschaft bestritt er achtzehn Ligapartien und erzielte dabei einen Treffer. Mitte Januar 2022 beendete der FC Blackpool die Ausleihe vorzeitig. Nachdem er in Blackpool keinen neuen Vertrag erhalten hatte, unterschrieb Robson im Sommer 2022 einen Vertrag bei MK Dons.